# Souk Ahras (provins)

Souk Ahras provins i Algeriet

Souk Ahras (arabiska: ولاية سوق أهراس) är en provins (wilaya) i nordöstra Algeriet. Provinsen har 440 299 invånare (2008). Souk Ahras är huvudort.

## Administrativ indelning
Provinsen är indelad i 10 distrikt (daïras) och 26 kommuner (baladiyahs).